# 不知火建設
不知火建設（しらぬいけんせつ、英語: Shiranui Construction）は、女性バーチャルYouTuberグループであるホロライブの所属タレント・不知火フレア、尾丸ポルカ、さくらみこ、星街すいせい、白銀ノエルからなるユニット。

## 結成までの経緯
当初、「不知火建設」は不知火フレアがゲーム『Minecraft』の実況プレイを行う際に名乗る自称だった。それが変化した出来事は、2021年2月3日に不知火が尾丸ポルカとホロライブ2期生の癒月ちょことともに行った『Minecraft』の実況プレイであり、同配信にて尾丸が「（今から自分が活動しやすそうな）オススメのところあります？」と話を振ったところ、不知火が「不知火建設がオススメですね！」と冗談めかして返事したことや、その会話の直後に尾丸が窮地に陥ったところを不知火が助けたことで、尾丸が「不知火建設」への参加を決心したことから、「不知火建設」はユニットの名称となった。その後、ホロライブ0期生のさくらみこと星街すいせいが続々と参加し、2021年12月11日に不知火の盟友である白銀ノエルが加入したことで、「不知火建設」は5名のホロライブの所属タレントからなるユニットとなった。なお、不知火は「これ以上は（不知火建設の）メンバーが増えることはない」と、白銀の加入後に明言している。

## メンバー
括弧内は、肩書きである。
- 不知火フレア（社長）
- 尾丸ポルカ（副社長）
- さくらみこ（教育部長）
- 星街すいせい（広報企画部長、営業部長）
- 白銀ノエル（インターン）

## 出演
- hololive Summer 2023 3D LIVE Splash Party! Sunshine（2023年8月27日[3]、YouTube）オンライン開催
- Hoshimachi Suisei Live Tour 2024 "Spectra of Nova"（2024年12月28日[4]、福岡サンパレス）
- 不知火建設社員総会（2025年2月9日[5]、ベルサール羽田空港 ホールA・B）

## ディスコグラフィ
| #   | タイトル | 配信日        | 規格品番 | 備考                                                                                     |
| --- | -------- | ------------- | -------- | ---------------------------------------------------------------------------------------- |
| 1st | なかま歌 | 2023年8月28日 | CVRD-323 | ホロライブのライブ「hololive Summer 2023 3D LIVE Splash Party!」にて初めて披露された楽曲 |

### scrap & build!
『scrap & build !』（スクラップ アンド ビルド）は、2024年6月7日から7月8日にかけて、ホロライブプロダクション公式ショップにてCDが販売され、同年6月8日に音楽配信が行われた、不知火建設の1枚目のEP。
収録楽曲（合計時間：23分31秒〈音楽配信版〉）
3・4以外の歌唱は、不知火建設。
1. スクラップ&ビルド！ [3:44]
  - 作詞・作曲：じーざす（ワンダフル☆オポチュニティ！）、編曲：Wonderful★opportunity!
2. なかま歌 [3:34]
  - 作詞・作曲・編曲：佐々木喫茶
3. ワクワクトレジャーワールド [3:58]
  - 作詞・作曲・編曲：金崎真士（SUPA LOVE）、歌唱：不知火フレア、尾丸ポルカ
4. ひかえめわんだーらん [4:42]
  - 作詞：新海雅代、作曲・編曲：折倉俊則、歌唱：さくらみこ、星街すいせい、白銀ノエル
5. Run or Run [3:32]
  - 作詞・作曲・編曲：草野華余子
6. しらないファンタスティックワールド [4:01]
  - 作詞：こだまさおり、作曲・編曲：酒井拓也（Arte Refact）
7. Bonus Track.不知火建設 社歌 [音楽配信版未収録]
  - 作詞・作曲・編曲：このさん

## タイアップ
- 京都国際マンガ・アニメフェア2022（2022年9月17日 - 9月18日[7]）「不知火建設社員旅行 in 京都」をコンセプトとした記念商品や企画を展開
- アニメイト（2023年5月15日 - 6月4日[8]）「ホロライブ×アニメイトフェア Travel season」と題し、グッズ販売・グッズを購入することで特典がもらえるキャンペーンを実施
- セブン-イレブン（2023年6月13日 - 7月5日[9][10]）「hololive しらけん キャンペーン」と題し、対象商品を購入することで特典がもらえるキャンペーンを実施、2023年6月13日から6月26日にかけて第1弾、6月22日から7月5日にかけて第2弾を実施
- ツリービレッジ（2023年12月26日 - 2024年2月18日[11]）「ホロツリ2023～不知火建設たてものツアー～」と題し、グッズ・フォトスポット・コラボレーションカフェなどを展開、2023年12月26日から2024年1月21日にかけて東京、2024年1月26日から2月18日にかけて大阪および福岡にて展開
- スイーツパラダイス（2024年11月29日 - 12月26日[12]）「しらないこと研究会×スイーツパラダイス」と題し、後述の漫画『しらないこと研究会』とのコラボレーションカフェを全国の10店舗にて展開
- 羽田エアポートガーデン（2025年2月9日 - 3月16日[5]）「不知火建設×羽田エアポートガーデン」と題し、店舗でのキャンペーン・施設「泉天空の湯 羽田空港」とのコラボレーション・オリジナルグッズの販売・イベント「不知火建設社員総会」などを実施

## しらないこと研究会
『しらないこと研究会』（しらないことけんきゅうかい、英語: Shiraken Scholar Society）は、不知火建設の学園パロディ漫画作品。不知火建設のメンバーの公式YouTubeチャンネルにて2022年11月11日、不知火建設の公式X（旧Twitter）アカウントにて2022年11月12日から連載されている。原案は不知火建設、漫画はつむみ。異世界の女子高校「ホロライブ学園」を舞台に、不知火建設のメンバーの日常が描かれる。
「本編」と「番外編」が存在し、前者は雑誌『チャンピオンBUZZ』（秋田書店）でも、2024年Vol.4から同年Vol.9にかけて連載され、後者は雑誌『週刊少年チャンピオン』（同社）でも、2024年6号から同年14号まで連載された。また、同誌の2024年32号には、不知火建設のメンバーが会議で作ったシナリオを描いた読み切りおよび、本作と漫画『グラップラー刃牙』がコラボレートしたパロディ『しらないこと研究会 刃牙パロディ』が、本作の単行本第2巻の発売を記念して掲載された。『刃牙パロディ』の原案は不知火建設と『グラップラー刃牙』の作者・板垣恵介、漫画は『バキ外伝 ガイアとシコルスキー〜ときどきノムラ 二人だけど三人暮らし〜』を手がける林たかあき。

### 登場人物

#### しらないこと研究会の部員
不知火フレア
ホロライブ学園の2年生にして、「しらないこと研究会」（しらけん）の部長。所属するクラスは「2-B 」（2年B組）で、しらけんに入部する前は帰宅部だった。一人称は「私」で、みこからは「ぶちょー」、すいせいからは「ふーたん」と呼ばれる。
尾丸ポルカ
ホロライブ学園の1年生。一人称は「ポルカ」で、みこからは「ぽぅぽぅ」と呼ばれる。当初は、自身が中学生だったころからの先輩であるフレアとノエルに「先輩」を付けて呼んでいたが、彼女たちがしらけんに入部した後は呼び捨てにしている。気象病を患っているかは言及されていないが、気圧によって体調を崩しかけたり、実際に崩したりしたことがある。ボーイスカウトだった経験があるため、慣れた様子で焚き火台に火を点けたり、魚類を捕まえるための罠を自作できたりと、キャンプに関する技能が高い。その一方で、人混みを苦手としている。
さくらみこ
ホロライブ学園の3年生。所属するクラスは「3-B」で、フレアと同様にしらけんに入部する前は帰宅部だった。一人称は「みこ」で、しらけんの部員たちからは「みこち」と呼ばれる。表裏を間違えた状態で制服を着ていることに気づかずに生活したり、「直談判」を「じかあんぱん」と言い間違えたりと抜けた一面を持つ。実家は「桜神社」という神社で、その運営の手伝いをすることがある。
星街すいせい
ホロライブ学園の3年生にして、「イノナカ高校」からの転校生。所属するクラスはみこと同じ「3-B」で、クラスにおける席はみこの1列後ろである。一人称は「すいちゃん」で、しらけんの部員たちからも基本的にそう呼ばれるが、みこからは「星街」または「ほしまち」と呼ばれることもある。しらけんに入部する前のノエルを体験入部に誘うために、彼女が所属する剣道部のもとに道場破りへ行くことを提案したり、みこが部活審査の噂を聞きつけて心配していた際に、部活審査を行う者を消せばよいと提案したりと、物騒な発言を行うことがある。その一方でホラーや虫を苦手としており、そういった存在に直面した際にはぬいぐるみと会話する癖を持つ。また、本人曰く「（自身が）血肉しか受け付けない身体」であるため、チョコレートが食べられない。
白銀ノエル
ホロライブ学園の2年生にして、フレアの友人。所属するクラスはフレアと同じ「2-B」で、所属する部活動は剣道部だが、本編第六話以降はしらけんと兼部している。一人称は「だんちょー」「だんちょ」「団長」で、みこからは「のえたん」と呼ばれる。ホロライブ学園内では、「Kカップ美少女」として有名である。

#### その他のホロライブ学園の関係者
YAGOO
ホロライブ学園の校長。作中では本人は登場せず、頭部と手のみが描写された状態のフレアのイメージや、頭部に短い手足が付いた銅像として登場する。娯楽を楽しむことを目的とする部活動であるしらけんの設立を、「いいよ！！」と言ってあっさり許可したり、しらけんの部員たちのために河川およびその周辺施設を貸し切ったりと、気前がよい性格をしている。
友人A
本編第一話に登場した、ホロライブ学園の教師。
猫又おかゆ、戌神ころね、がうる・ぐら
本編第二話に登場した、ホロライブ学園の生徒。
兎田ぺこら、宝鐘マリン、風真いろは
本編第十話に登場した、ホロライブ学園の生徒。

### 各話リスト
「チャンネル」は、話が公開されたYouTubeチャンネルの所有者である、不知火建設のメンバーの名前である。また、「公開日」は基本的にYouTubeおよびXにおけるものだが、アスタリスクが併記されているものはYouTubeにおけるもので、Xにおけるものはその翌日である。
| 話数 | サブタイトル     | チャンネル   | 公開日           |      |      |      |      |      |      |      |      |      |      |      |      |      |      |      |      |      |      |      |      |      |
| 本編 | 本編             | 本編         | 本編             | 本編 | 本編 | 本編 | 本編 | 本編 | 本編 | 本編 | 本編 | 本編 | 本編 | 本編 | 本編 | 本編 | 本編 | 本編 | 本編 | 本編 | 本編 | 本編 | 本編 | 本編 |
| --- | ---------------- | ------------ | ---------------- | ---- | ---- | ---- | ---- | ---- | ---- | ---- | ---- | ---- | ---- | ---- | ---- | ---- | ---- | ---- | ---- | ---- | ---- | ---- | ---- | ---- |
| 第一話 | 始業！           | 不知火フレア | 2022年 11月11日* |      |      |      |      |      |      |      |      |      |      |      |      |      |      |      |      |      |      |      |      |      |
| 新学期を迎えたことで、異世界の女子高校「ホロライブ学園」では、入学式が開かれようとしていた。新入生の尾丸ポルカは、入学式のために4時に起床して学園へ向かうも、間違えて「ホロライブ小学校」なる別の学校に来てしまい、入学早々に遅刻が確定してしまう。一方、3年生のさくらみこは、転校生の星街すいせいと出会い、帰宅部の2年生である不知火フレアは、友人の白銀ノエルに部活動に所属したいことを明かす。 |                  |              |                  |      |      |      |      |      |      |      |      |      |      |      |      |      |      |      |      |      |      |      |      |      |
| 第二話 | しらけん！       | 尾丸ポルカ   | 12月24日*        |      |      |      |      |      |      |      |      |      |      |      |      |      |      |      |      |      |      |      |      |      |
| 放課後、みこはすいせいに対して学園内の教室の説明を行ったのち、彼女とともに下校する。一方、ポルカは自身が中学生だったころの先輩だったフレアと再会する。現在のフレアが帰宅部で、所属する部活動を決めかねていることを知ったポルカは、自身で新たな部活動を設立してそこに所属することをフレアに提案する。フレアはポルカの提案に賛同し、自身が設立する予定の部活動に入るようポルカを誘い、ポルカはフレアの強い押しに負けてその誘いに乗る。 |                  |              |                  |      |      |      |      |      |      |      |      |      |      |      |      |      |      |      |      |      |      |      |      |      |
| 第三話 | ていさつ！       | さくらみこ   | 2023年 1月28日*  |      |      |      |      |      |      |      |      |      |      |      |      |      |      |      |      |      |      |      |      |      |
| フレアは校長のYAGOOに直談判を行ったことで、部活動の設立の許可と部室を得て、菓子やゲームなどの娯楽を楽しむことを目的とした部活動「しらないこと研究会」（しらけん）をポルカとともに設立する。しらけんの活動方針のよさを訝しんだみこは、フレアとポルカの動向を偵察するも、彼女たちが食べようとしていた菓子を見て「いいなぁ〜！」と叫んでしまい、彼女たちに見つかってしまう。みこをしらけんの入部希望者だと思ったフレアとポルカは、菓子でみこをもてなした末に、話術を駆使して彼女をしらけんに入部させることに成功する。                                                                                            |                  |              |                  |      |      |      |      |      |      |      |      |      |      |      |      |      |      |      |      |      |      |      |      |      |
| 第四話 | たいけん！       | 星街すいせい | 2月27日          |      |      |      |      |      |      |      |      |      |      |      |      |      |      |      |      |      |      |      |      |      |
| すいせいは、しらけんが娯楽を楽しむことを目的としていることが事実であることをみこから聞き、「（しらけんが）サボるとき使えそー」と感じ、しらけんに体験入部を行う。しらけんの活動を堪能したすいせいは、みこには内緒で正式にしらけんに入部して彼女を驚かせる。 |                  |              |                  |      |      |      |      |      |      |      |      |      |      |      |      |      |      |      |      |      |      |      |      |      |
| 第五話 | きになる！       | 白銀ノエル   | 3月30日          |      |      |      |      |      |      |      |      |      |      |      |      |      |      |      |      |      |      |      |      |      |
| しらけんが設立されてから数日が経ったある日、フレアはしらけんのことが気になっているノエルを体験入部に誘うべく、「ノエル入部大作戦」と題して彼女に果たし状を送り、彼女をしらけんの部室に呼び出す。 |                  |              |                  |      |      |      |      |      |      |      |      |      |      |      |      |      |      |      |      |      |      |      |      |      |
| 第六話 | めんせつ！       | 不知火フレア | 4月26日*         |      |      |      |      |      |      |      |      |      |      |      |      |      |      |      |      |      |      |      |      |      |
| しらけんの部室に呼び出されたノエルは、そこでしらけんの部員たちによる面接を受ける。その後、彼女たちから体験入部に誘われたノエルは、自身がしらけんに入部してよいか彼女たちに聞き、彼女たちから快諾を得たことで、しらけんへの入部を果たす。ノエルの入部後、しらけんの部員たちは彼女の入部祝いに牛丼屋へと出向く。 |                  |              |                  |      |      |      |      |      |      |      |      |      |      |      |      |      |      |      |      |      |      |      |      |      |
| 第七話 | えんそく！       | 白銀ノエル   | 6月29日          |      |      |      |      |      |      |      |      |      |      |      |      |      |      |      |      |      |      |      |      |      |
| 夏休みのある日、しらけんの部員たちはとある川へと出向き、そこでバーベキューの準備を行う。そんな中、魚を獲りに単独で遠方に向かったポルカが迷子となってしまう。 |                  |              |                  |      |      |      |      |      |      |      |      |      |      |      |      |      |      |      |      |      |      |      |      |      |
| 第八話 | そうさく！       | 尾丸ポルカ   | 7月22日          |      |      |      |      |      |      |      |      |      |      |      |      |      |      |      |      |      |      |      |      |      |
| ポルカは、みこに発見されて他のしらけんの部員たちと合流し、彼女たちに涙ながらに謝罪する。その後、彼女たちに迷惑をかけたと感じて情緒が不安定になっていたポルカだったが、フレアの話術によって元気を取り戻す。そんなポルカたちの前に突如として流星が現れ、彼女たちは流星に向かって思い思いの願いを唱える。 |                  |              |                  |      |      |      |      |      |      |      |      |      |      |      |      |      |      |      |      |      |      |      |      |      |
| 第九話 | ちょうせん！     | さくらみこ   | 8月28日          |      |      |      |      |      |      |      |      |      |      |      |      |      |      |      |      |      |      |      |      |      |
| 夏休みが終わった後のある日、しらけんの部員たちは、学園祭にて催す出し物の内容を決めるべく話し合いを行うが、その途中で突如としてすいせいが放心状態となる。すいせいがプロの歌手になるためのオーディションに落選し続け、落ち込んでいることを知った他のしらけんの部員たちは、バンドを結成して学園祭にて催す出し物としてパフォーマンスを行うことと、プロの歌手になるための場数を踏ませるべく、すいせいをそのバンドのボーカルに起用することを彼女に提案する。すいせいがその提案に賛同したことで、しらけんの部員たちは「しらけんバンド」を結成する。                                                                   |                  |              |                  |      |      |      |      |      |      |      |      |      |      |      |      |      |      |      |      |      |      |      |      |      |
| 第十話 | えんそう！       | 星街すいせい | 9月25日          |      |      |      |      |      |      |      |      |      |      |      |      |      |      |      |      |      |      |      |      |      |
| 学園祭当日、すいせいはオーディションに落選したことを思い出し、再び放心状態となっていたが、みこに励まされたことで元気を取り戻す。その後、しらけんの部員たちは、学園祭のステージイベントにてパフォーマンスを行い、無事に成功を収める。後日、すいせいは「ホロライブプロダクション」のオーディションを受ける準備を行う。 |                  |              |                  |      |      |      |      |      |      |      |      |      |      |      |      |      |      |      |      |      |      |      |      |      |
| 第十一話 | なかよし！       | 不知火フレア | 10月24日         |      |      |      |      |      |      |      |      |      |      |      |      |      |      |      |      |      |      |      |      |      |
| 定期試験の実施日が差し迫ったある日、しらけんの部員たちは試験勉強を始めようとするも、ポルカ・みこ・すいせいが現実逃避のためにしらけんの部室の清掃を始めてしまう。ノエルの一声によってポルカたちは我に返って試験勉強を始めるが、今度はみこがノエルの膝を使って膝枕を始めてしまう。フレアはそんな彼女たちの様子を見て、自身は彼女たちが大好きなのだと改めて感じる。 |                  |              |                  |      |      |      |      |      |      |      |      |      |      |      |      |      |      |      |      |      |      |      |      |      |
| 番外編 |                  |              |                  |      |      |      |      |      |      |      |      |      |      |      |      |      |      |      |      |      |      |      |      |      |
| 第一話 | しんさ！         | 不知火フレア | 2024年 6月7日    |      |      |      |      |      |      |      |      |      |      |      |      |      |      |      |      |      |      |      |      |      |
| みこはクラスメイトの「そろそろ審査ある」という発言を小耳に挟み、近いうちに部活審査が実施されるとフレア・ポルカ・すいせいに報告し、彼女たちとともに審査の対策を考えることとなる。その後、みこのクラスメイトが言っていた「審査」が、剣道部の昇段審査であることがノエルによって判明し、早とちりしたみこは罰としてポルカによるヘッドスパを受ける。 |                  |              |                  |      |      |      |      |      |      |      |      |      |      |      |      |      |      |      |      |      |      |      |      |      |
| 第二話 | かしつき！       | さくらみこ   | 7月7日           |      |      |      |      |      |      |      |      |      |      |      |      |      |      |      |      |      |      |      |      |      |
| みこは福引によって得た加湿器をしらけんの部員たちに提供することで、彼女たちが自身に対して持つ抜けた印象を払拭しようと画策する。しかし、みこは加湿器が水を生成する機械だと思い込んでいたため、水を入れずに加湿器を起動してしまう。みこの所業を知ったフレアは、みこに「加湿器は魔法（のように水を生成する機械）じゃない」と指摘して彼女を赤面させる。 |                  |              |                  |      |      |      |      |      |      |      |      |      |      |      |      |      |      |      |      |      |      |      |      |      |
| 第三話 | ぎゅうどん！     | 白銀ノエル   | 10月28日         |      |      |      |      |      |      |      |      |      |      |      |      |      |      |      |      |      |      |      |      |      |
| ポルカは、フレア・みこ・すいせいが私用によって先に下校したことで、ノエルとしらけんの部室にて二人きりとなる。以前からノエルと親睦を深めたいと考えていたポルカは、この機に乗じてノエルを誘って牛丼屋へ赴く。ノエルは完食すれば代金が無料となる「大食いチャレンジ」を牛丼屋にて注文し、ポルカはノエルが完食できるか心配するが、彼女の心配を他所にノエルは余裕で完食を果たす。その後、ノエルはポルカが牛丼を食べている間に彼女の牛丼の代金を支払い、「『次』はポルカにおごってもらおっかな」と彼女に言い、ノエルの発言から彼女がまた自身と遊びたいことを察したポルカは、「『また！』一緒に遊ぼ！」とノエルに返す。 |                  |              |                  |      |      |      |      |      |      |      |      |      |      |      |      |      |      |      |      |      |      |      |      |      |
| 第四話 | さいしゅうび！   | 尾丸ポルカ   | 12月2日          |      |      |      |      |      |      |      |      |      |      |      |      |      |      |      |      |      |      |      |      |      |
| 夏休みの最終日、ポルカは「小説を書く」課題に行き詰まってしらけんの部室で悩む。そんなポルカの前に、部室に置き忘れた課題を取りにみこが現れ、彼女の助力を得たポルカは無事に課題を終わらせる。その後、みこは部室に置き忘れていた自身の課題のことを思い出し、ポルカとともに徹夜でその課題の処理を行う。 |                  |              |                  |      |      |      |      |      |      |      |      |      |      |      |      |      |      |      |      |      |      |      |      |      |
| 第五話 | ちょこれーと！   | 星街すいせい | 2025年 7月3日    |      |      |      |      |      |      |      |      |      |      |      |      |      |      |      |      |      |      |      |      |      |
| ノエルは、すいせいとしらけんの部室にて二人きりになった際に、ワインの風味がするチョコレートを食べたことで空酔いを起こし、すいせいに対して下ネタを連呼するようになって彼女を困惑させる。その後、部室を訪れたフレアがノエルにチョコレートをもう一つ食べさせて彼女を眠らせる。翌日、すいせいは昨日のノエルの言動を思い出し、しばらく笑いが止まらなくなる。 |                  |              |                  |      |      |      |      |      |      |      |      |      |      |      |      |      |      |      |      |      |      |      |      |      |
| 第六話 | しんにゅうしゃ！ | 未配信       | 未配信           |      |      |      |      |      |      |      |      |      |      |      |      |      |      |      |      |      |      |      |      |      |
| 下校時、フレアとすいせいは廊下にてとある「虫」と遭遇する。「虫」はフレアに箒で殴られたことで一時的に怯むも、間もなく飛び上がってすいせいに襲い掛かろうとする。しかし、その直後に現れたノエルによって「虫」は撃退され、フレアとすいせいは涙ながらに安堵する。 |                  |              |                  |      |      |      |      |      |      |      |      |      |      |      |      |      |      |      |      |      |      |      |      |      |
| 第七話 | だしもの！       | 未配信       | 未配信           |      |      |      |      |      |      |      |      |      |      |      |      |      |      |      |      |      |      |      |      |      |
| 学園祭の2日目、フレアとノエルは自分たちが所属するクラスの出し物であるメイド喫茶の店員を担当する。やがて、ポルカ・みこ・すいせいがメイド喫茶に客として訪れるが、メイド喫茶が繁盛していることを知った彼女たちは、メイドやホストに扮してフレアとノエルを手伝う。学園祭の終了後、しらけんの部員たちのもとに新聞部の部員が取材に訪れ、彼女の「大事にしてるものってありますか？」という質問に対し、フレアは「しらけんの仲間」と答える。 |                  |              |                  |      |      |      |      |      |      |      |      |      |      |      |      |      |      |      |      |      |      |      |      |      |

### 書誌情報
- 不知火建設（原案）・つむみ（漫画） 『しらないこと研究会』 秋田書店〈少年チャンピオン・コミックス〉、既刊2巻（2024年7月8日現在）
  1. 2024年6月7日発行（同日発売[47]）、ISBN 978-4-253-29621-2
  2. 2024年7月8日発行（同日発売[48]）、ISBN 978-4-253-29622-9